# Isidro del Prado
Isidro del Prado (Barcelona, 15 maggio 1959) è un ex velocista e mezzofondista filippino.
Annoverato fra i migliori quattrocentisti mai prodotti dall'arcipelago filippino, assieme a Lydia de Vega fu l'atleta più rappresentativo del programma Gintong Alay del governo Marcos. Ebbe buon successo anche a livello continentale, conquistando medaglie in competizioni come i Giochi asiatici, i campionati asiatici e i Giochi del Sud-est asiatico.
Padre di Isidro Jr. e Michael Carlo, è soprannominato Mr 45"57 in virtù del suo record nazionale nei 400 metri piani stabilito nel 1984.

## Biografia
Nato a Cagang, un baranggay di Barcelona, cominciò ben presto a frequentare le pedane di atletica.
A 25 anni fu alfiere filippino durante la cerimonia d'apertura delle olimpiadi di Los Angeles 1984. Nella rassegna a cinque cerchi fu in grado di passare il turno preliminare dei 400 metri piazzandosi terzo in batteria con un tempo di 46"82, dietro ad Antonio McKay (45"55) e John Anzarah (46"12), prima di ottenere un ultimo posto nei quarti di finale con un 46"71 che ne sancì l'eliminazione.
I suoi figli Isidro Jr. e Michael Carlo hanno anch'essi intrapreso la carriera di atleta, affermandosi come validi quattrocentisti a livello nazionale.

## Progressione

### 200 metri piani
| Stagione | Tempo | Luogo  | Data      | Rank. Mond. |
| -------- | ----- | ------ | --------- | ----------- |
| 1984     | 21"44 | Manila | 2-12-1984 | –           |

| Stagione | Tempo | Luogo    | Data      | Rank. Mond. |
| -------- | ----- | -------- | --------- | ----------- |
| 1984     | 45"57 | Manila   | 1-12-1984 | –           |
| 1983     | 46"71 | Helsinki | 8-8-1983  | –           |

### 800 metri piani
| Stagione | Tempo   | Luogo  | Data      | Rank. Mond. |
| -------- | ------- | ------ | --------- | ----------- |
| 1982     | 1'48"37 | Taipei | 18-9-1982 | –           |

## Record nazionali

### Seniores
- 400 metri piani: 45"57 ( Manila, 1º dicembre 1984)
- Staffetta 4×400 metri: 3'06"58 ( Bangkok, 14 dicembre 1985) (Marlon Pagalilavan, Romeo Gido, Honesto Larce, Isidro del Prado)

## Palmarès
| Anno | Manifestazione              | Sede              | Evento      | Risultato        | Prestazione | Note                                     |
| ---- | --------------------------- | ----------------- | ----------- | ---------------- | ----------- | ---------------------------------------- |
| 1981 | Giochi del Sud-est asiatico | Manila            | 400 m piani | Oro              | 47"10       |                                          |
| 1981 | Giochi del Sud-est asiatico | Manila            | 800 m piani | Oro              | 1'48"78     |                                          |
| 1981 | Giochi del Sud-est asiatico | Manila            | 4×400 m     | Bronzo           | 3'12"24     |                                          |
| 1983 | Campionati mondiali         | Helsinki          | 400 m piani | Quarti di finale | 46"71       | Miglior prestazione personale stagionale |
| 1983 | Giochi del Sud-est asiatico | Singapore         | 400 m piani | Oro              | 46"40       |                                          |
| 1983 | Giochi del Sud-est asiatico | Singapore         | 4×400 m     | Finale           | dq          |                                          |
| 1983 | Campionati asiatici         | Madinat al-Kuwait | 400 m piani | Oro              | 46"24       |                                          |
| 1984 | Giochi olimpici             | Los Angeles       | 400 m piani | Quarti di finale | 46"71       |                                          |
| 1985 | Giochi mondiali indoor      | Parigi            | 400 m piani | Batteria         | 48"35       |                                          |
| 1985 | Campionati asiatici         | Giacarta          | 400 m piani | Oro              | 45"61       |                                          |
| 1985 | Giochi del Sud-est asiatico | Bangkok           | 400 m piani | Finale           | dq          |                                          |
| 1985 | Giochi del Sud-est asiatico | Bangkok           | 4×400 m     | Oro              | 3'06"58     | Record nazionale                         |
| 1986 | Giochi asiatici             | Seul              | 400 m piani | Argento          | 45"96       |                                          |
| 1987 | Campionati mondiali indoor  | Indianapolis      | 400 m piani | Batteria         | 50"49       |                                          |
| 1987 | Giochi del Sud-est asiatico | Giacarta          | 400 m piani | Argento          | 46"78       |                                          |
| 1989 | Giochi del Sud-est asiatico | Kuala Lumpur      | 400 m piani | Oro              | 47"20       |                                          |
| 1989 | Giochi del Sud-est asiatico | Kuala Lumpur      | 800 m piani | Argento          | 1'49"34     |                                          |

## Altre competizioni internazionali
1989
- 9º in Coppa del mondo ( Barcellona), 800 m piani - 1'53"83